# Keiko Abe
Keiko Abe, japonska skladateljica in marimbistka, * 18. april 1937, Tokio.
Njeno ime je tesno povezano z razvojem sodobne marimbe, ki se je v zadnji polovici 20. stoletja iz ljudskega glasbila razvila v instrument z bogato paleto barvnih in dinamičnih odtenkov. V Tokiu je študirala klavir, tolkala in kompozicijo. Sprva se je ukvarjala z lahko glasbo, po letu 1962 pa se je povsem posvetila sodobni resni glasbi. Napisala je več kot 70 kompozicij za marimbo, ki so postale standardna dela za ta instrument. Mnogo sodobnih skladateljev ji je posvetilo svoja dela, saj je kot izvajalka na marimbi kmalu zaslovela zaradi virtuozne tehnike, ustvarjalne moči in senzibilnosti. Koncertira po vsem svetu; izvedla je več kot 800 solističnih recitalov in imela na stotine koncertov z orkestri, sodeluje pa tudi s komornimi skupinami in jazzovskimi glasbeniki. Ekskluzivno snema za diskografsko hišo Denon, kjer je do leta 2005 izdala 20 zgoščenk.
Keiko Abe poučuje marimbo na glasbeni akademiji Toho Gakuen v Tokiu, mojstrske tečaje pa je vodila na 80 vodilnih svetovnih glasbenih akademijah. Je članica žirij na vseh večjih tekmovanjih za marimbo. Za svoje delo je prejela vrsto japonskih in mednarodnih nagrad. 
Junija leta 2005 je obiskala Ljubljano in solistično nastopila v Studiu 14 Radia Slovenije. 